# Giáo dục nhân quyền
Giáo dục nhân quyền có mục đích giúp mọi người có khả năng nhận thức được các quyền của mình và tích cực tranh đấu cho các quyền lợi của riêng mình cũng như của những người khác.
Giáo dục Nhân quyền là vấn đề thu hút sự quan tâm thường xuyên của cộng đồng quốc tế, trong khoảng hai thập kỷ gần đây. Nhiều tổ chức quốc tế, trong đó đặc biệt là Liên hiệp quốc và UNESCO, đã có những chương trình hành động lớn và rộng khắp trên thế giới về vấn đề này. Trong phạm vi quốc gia, giáo dục nhân quyền cũng đã trở thành một phần trong chương trình giáo dục của nhiều nước, tuy có sự khác nhau về phạm vi, mức độ và cách thức tổ chức hoạt động.
Mặc dù nhân quyền không phải là một phạm trù dễ hiểu, nhưng việc giáo dục nhân quyền với mức độ nhất định và bằng các phương pháp phù hợp trong các nhà trường phổ thông là cần thiết và có thể thực hiện được. Thực tế trên thế giới đã chứng minh tính hữu ích và hiệu quả của việc hình thành nhận thức và thái độ tôn trọng quyền con người của các cá nhân ngay từ khi còn trẻ thông qua việc triển khai giáo dục nhân quyền cho học sinh.

## Tuyên ngôn giáo dục và đào tạo về nhân quyền
Ngày 9/12/2011, Đại hội  đồng Liên hợp quốc đã thông qua "Tuyên ngôn về Giáo dục và đào tạo nhân quyền" (UN Declaration on Human Rights Education and Training) với 14  điều khoản có ý nghĩa lịch sử vì lần đầu tiên đã khẳng định quyền của mọi cá nhân được hưởng giáo dục nhân quyền. Các nhà nước có nghĩa vụ pháp lý bảo đảm và thúc đẩy quyền này của người dân. Đây cũng là một văn kiện nền tảng tạo khuôn khổ cho các quốc gia hoàn thiện chính sách của mình thúc đẩy giáo dục về quyền con người.
Tuyên ngôn xuất phát từ quyền của mọi cá nhân được biết, tìm kiếm và tiếp nhận thông tin về tất cả các quyền con người, quyền tiếp cận với giáo dục và đào tạo về quyền con người và vai trò thiết yếu của giáo dục đào tạo về quyền con người; đã đề ra các nguyên tắc cơ bản của giáo dục quyền con người (bình đẳng, dễ tiếp cận, sẵn có, xem xét đến các hoàn cảnh khác nhau về kinh tế, xã hội và văn hóa...); xác định khái quát các mục tiêu, hình thức, phương thức giáo dục nhân quyền ở mọi cấp độ, moi giai đoạn trong đời người.
Tuyên ngôn khẳng định các nghĩa vụ của các cơ quan nhà nước, cơ quan có trác nhiệm chính, trong việc thúc đẩy và đảm bảo việc giáo dục và đào tạo về nhân quyền được xây dựng và thực hiện, tạo ra một môi trường an toàn và khuyến khích sự tham gia của xã hội dân sự, khu vực tư nhân cũng như các bên tham gia có liên quan. Nhà nước, các cơ quan nhà nước có liên quan phải đảm bảo việc đào tạo thích đáng về nhân quyền cho các cán bộ, công chức, viên chức, thẩm phán, nhân viên hành pháp, quân nhân, giáo viên, giảng viên; xây dựng các chiến lược, chính sách, kế hoạch hành  động và chương trình để thực thi giáo dục và đào tạo về nhân quyền; cơ quan nhân quyền quốc gia cần quan tâm đến hoạt động giáo dục và đào tạo; mở rộng hợp tác quốc tế để thúc đầy việc giáo dục nhân quyền; bảo  đảm sẵn sàng các nguồn lực cần thiết cho các hoạt động giáo dục nhân quyền...
Tuyên ngôn cũng khẳng định nhiều chủ thể khác trong xã hội như các tổ chức giáo dục, truyền thông, các gia đình, cộng  đồng địa phương, các thiết chế xã hội dân sự, bao gồm các tổ chức phi chính phủ, những người bảo vệ nhân quyền và khu vực tư nhân đóng một vai trò quan trọng trong việc thúc đẩy và thực hiện các hoạt động giáo dục và đào tạo về nhân quyền.

## Định nghĩa
Giáo dục và huấn luyện về nhân quyền theo tuyên bố của Liên Hợp Quốc bao gồm "tất cả các hoạt động trong lĩnh vực giáo dục, đào tạo, thông tin, nhạy cảm, nhận thức và học hỏi, hướng đến việc thúc đẩy sự tôn trọng và chấp hành tất cả các nhân quyền và tự do cơ bản". Vì vậy, giáo dục nhân quyền có thể giúp xác định các hành vi vi phạm nhân quyền để ngăn chặn và giúp xây dựng một nền văn hóa về nhân quyền trong xã hội. Để làm điều này, những người hoạt động cần có kiến thức, kỹ năng và sự hiểu biết về nhân quyền và việc thực hiện và cơ hội để trao đổi và phản ánh và phát triển thái độ và hành vi liên quan đến nhân quyền. Giáo dục và huấn luyện về nhân quyền là một quá trình suốt đời có liên quan đến tất cả các nhóm tuổi và sẽ diễn ra tại tất cả các tầng lớp xã hội. Ở đây tất cả các hình thức học tập, giáo dục và đào tạo từ lúc còn trẻ nhỏ cho tới các lĩnh vực đào tạo và học hỏi thêm của người lớn trong bối cảnh chính thức hoặc không chính thức, trong lãnh vực công cộng cũng như tư nhân. Giáo dục nhân quyền cũng diễn ra trong việc phổ biến thông tin, nâng cao nhận thức và ý thức công cộng. Sự lựa chọn nội dung và phương pháp nên dựa vào các đối tượng nhắm tới và nhu cầu và trình độ của những người tham gia.
Giáo dục nhân quyền bao gồm các mức độ kiến thức, mức độ của ý thức và mức độ hành động và do đó có thể chia ra "giáo dục về-cho-qua nhân quyền", trong đó các phần chồng chéo lên nhau và việc để ý đến tất cả các khía cạnh thì cần thiết để thực hiện được thành công. Giáo dục về nhân quyền nói về trình độ hiểu biết, có nghĩa là "cung cấp các kiến thức và hiểu biết về các tiêu chuẩn và nguyên tắc của nhân quyền và các giá trị cơ bản và cơ chế bảo vệ chúng". Giáo dục qua các nhân quyền có nghĩa là mức độ của ý thức, có nghĩa là "hình thức học tập và giảng dạy trong đó tôn trọng quyền lợi của cả giáo viên và người học". Giáo dục cho nhân quyền nói về mức độ của hành động và "có nghĩa là để khuyến khích con người nhận thức và thực hiện các quyền của mình và tôn trọng quyền của người khác và bảo vệ chúng" .
Ngày 10 Tháng 12 năm 2004, Đại hội đồng Liên Hợp Quốc công bố chương trình Thế giới cho Giáo dục Nhân quyền cho tới năm 2019.

## Nhận xét
Mô hình giáo dục dân chủ Sudbury khẳng định, các giá trị, bao gồm nhân quyền, phải được học thông qua kinh nghiệm , như Aristotle nói: "Đối với những điều chúng ta phải tìm hiểu trước khi chúng ta có thể làm được, chúng ta học bằng cách thực hành."  Họ viện dẫn, để đạt được mục đích này các trường học phải khuyến khích các hành vi đạo đức và trách nhiệm cá nhân. Để đạt được những mục tiêu các trường phải tôn trọng nhân quyền trong trường bằng cách cho phép học sinh ba quyền tự do-tự do lựa chọn, tự do hành động và tự do phải chịu kết quả của hành động mà tạo thành trách nhiệm cá nhân.

## Tại Việt Nam
Việc giáo dục nhân quyền, xét ở góc độ nhất định, từ lâu đã được thực hiện trong hệ thống giáo dục quốc dân của Việt Nam, dưới hình thức giáo dục đạo đức công dân. Kể từ khi Đổi mới đến nay, hoạt động giáo dục nhân quyền đã được tăng cường thêm một bước, xét cả về nội dung và phạm vi tổ chức. Mặc dù vậy, tương tự như nghiên cứu khoa học về nhân quyền, nhìn chung hoạt động giáo dục nhân quyền ở Việt Nam vẫn còn những hạn chế.
Giáo dục nhân quyền trong các nhà trường phổ thông ở Việt Nam chủ yếu thông qua môn học đạo đức công dân và kết hợp nhiều nguyên tắc và tiêu chuẩn cụ thể của luật nhân quyền quốc tế vào chương trình giáo dục của các nhà trường, đặc biệt là trong môn học giáo dục công dân.
Đối với học sinh tiểu học (cấp I), môn học Đạo đức đã bao gồm các bài học nhằm hướng dẫn các em tôn trọng người khác như: tôn trọng khách nước ngoài, tôn trọng thư từ, tài sản của người khác (Lớp 3); tôn trọng phụ nữ (Lớp 5) . Thông qua các bài học kể trên, học sinh có thể hiểu được một số nguyên tắc cơ bản của quyền con người và nghĩa vụ tôn trọng nhân quyền của người khác.
Tại cấp trung học cơ sở phổ thông (cấp II), số lượng bài học về quyền con người trong chương trình học đã nhiều hơn, các bài học chứa đựng những kiến thức sâu rộng hơn về quyền con người. Cụ thể, các bài học về quyền con người trong môn học Giáo dục công dân của học sinh phổ thông cấp II được thiết kế như sau:
Trong môn học Giáo dục công dân Lớp 6 (tổng số 21 bài) có các bài tiêu biểu:
- Công ước của Liên Hợp Quốc về quyền trẻ em (bài 12)
- Quyền được pháp luật bảo vệ về tính mạng, thân thể, sức khoẻ, danh dự và nhân phẩm (bài 16)
- Quyền bất khả xâm phạm về chỗ ở (bài 17)
- Quyền được bảo đảm an toàn và bí mật thư tín, điện thoại, điện tín (bài 18)
Trong môn học Giáo dục công dân Lớp 7 (tổng số 18 bài) có các bài tiêu biểu:
- Quyền được chăm sóc và giáo dục của trẻ em Việt Nam (bài 13)
- Quyền tự do tín ngưỡng và tôn giáo (bài 16)
Trong môn học Giáo dục công dân Lớp 8 (tổng số 21 bài) có các bài tiêu biểu:
- Quyền và nghĩa vụ của công dân trong gia đình (bài 12)
- Quyền sở hữu tài sản và nghĩa vụ tôn trọng tài sản của người khác (bài 16)
- Quyền khiếu nại, tố cáo của công dân (bài 18)
- Quyền tự do ngôn luận (bài 19)
- Pháp luật nước CHXHCN Việt Nam (bài 21)
Trong môn học Giáo dục công dân Lớp 9 (tổng số 18 bài) có các bài tiêu biểu:
- Quyền và nghĩa vụ của công dân trong hôn nhân (bài 12)
- Quyền và nghĩa vụ lao động của công dân (bài 14)
- Quyền tham gia quản lý nhà nước, quản lý xã hội của công dân (bài 16)
Điểm khác cơ bản giữa giáo dục nhân quyền ở cấp độ giáo dục đại học và cấp độ giáo dục phổ thông là ở mục tiêu của chúng. Giáo dục ở cấp độ phổ thông nhằm hình thành nhân cách, nhận thức và thái độ hành xử đúng đắn cho các công dân trẻ trong các vấn đề về quyền con người. Còn giáo dục nhân quyền ở cấp độ đại học là để đào tạo các chuyên gia trên lĩnh vực này.
Tại Khoa Luật trực thuộc Đại học quốc gia Hà Nội, hai môn học Lý luận về nhân quyền và Bảo vệ quyền con người bằng hệ thống tư pháp hình sự bắt đầu được đưa vào giảng dạy từ năm 2008 cho sinh viên năm thứ tư chuyên ngành lý luận - hiến pháp và chuyên ngành tư pháp hình sự với thời lượng là 30 tiết/môn. Đề cương môn học "Lý luận về nhân quyền" ở cơ sở này gồm các nội dung như sau:
Phần một: Một số vấn đề lý luận về quyền con người
I. Nhập môn
II. Khái quát chung về quyền con người
Phần hai: Pháp luật quốc tế về quyền con người
III. Khái quát pháp luật quốc tế về quyền con người
IV. Bộ luật nhân quyền quốc tế và các văn kiện quốc tế cơ bản khác về quyền con người
V. Các cơ chế quốc tế và khu vực thúc đẩy, bảo vệ quyền con người
Phần ba: Quyền con người ở Việt Nam
VI. Khái quát về quyền con người ở Việt Nam
VII. Pháp luật Việt Nam về quyền con người
VIII. Bảo vệ quyền của các nhóm xã hội dễ bị tổn thương ở Việt Nam
IX. Nghĩa vụ quốc gia của Việt Nam trong việc thực hiện các điều ước quốc tế về quyền con người.
Tại Việt Nam hiện chỉ có duy nhất Học viện chính trị - hành chính quốc gia Hồ Chí Minh hiện có môn học riêng dành cho chương trình đào tạo cử nhân chính trị. Giáo trình của môn học này hiện tại bao gồm các nội dung sau:
Chương I. Lý luận về quyền con người - đối tượng và phương pháp nghiên cứu
Chương II. Quyền con người trong lịch sử nhân loại
Chương III. Quyền con người trong lịch sử Việt Nam
Chương IV. Quan điểm Marx - Lenin và tư tưởng Hồ Chí Minh về quyền con người
Chương V. Pháp luật quốc tế về quyền con người
Chương VI. Quan điểm, chính sách cơ bản của Đảng Cộng sản Việt Nam và Nhà nước Việt Nam về quyền con người.